# 陸華疆
陸華疆（1609年12月10日—17世紀），號劍翎，北直隸昌平衛籍，浙江紹興府會稽縣人，清朝政治人物。

## 生平
順治二年（1645年）乙酉科順天鄉試第三十四名舉人，三年（1646年）丙戌科三甲第一百八十六名進士。工部觀政，授祥符縣知縣。

## 家族
曾祖陸文瑞；祖父陸堯民；父陸由𪲱。

## 引用
1. 1 2 3  《順治三年丙戌科進士三代履歷》：陸華疆，曾祖文瑞；祖堯民；父由𪲱。劍翎，禮記房，己酉十一月十五日生，昌平衛人，乙酉三十四名，會試三十四名，三甲一百八十六名，工部觀政，授河南祥符知縣。
2. ↑  康熙《會稽縣志·卷二十·選舉中》：舉人……皇清 順治二年乙酉科……陸華疆 北籍……進士……皇清 順治三年丙戌科傅以漸榜 陸華疆 北籍